# Паспорт гражданина Бурунди

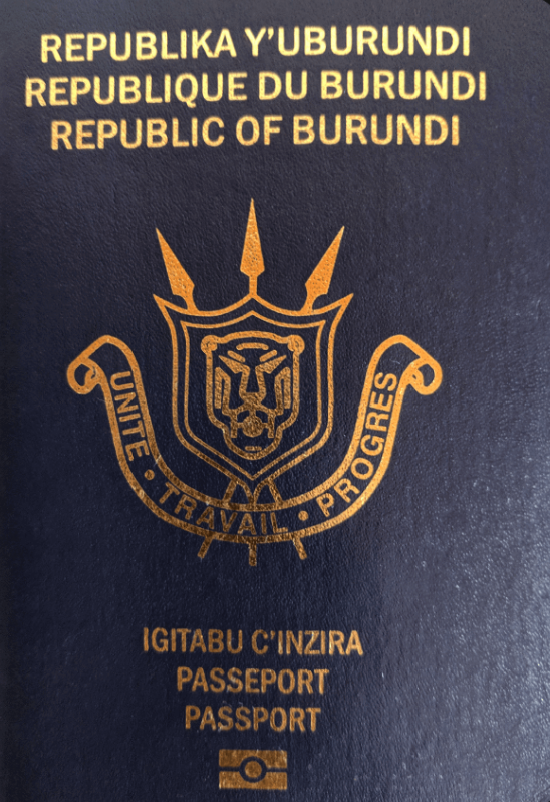
Паспорт гражданина Бурунди

Паспорт гражданина Бурунди — официальный документ, выдаваемый гражданам Бурунди для удостоверения их личности и для поездок за границу.

## Безвизовые поездки
Следующие страны доступны гражданам Бурунди для безвизового (или получения визы по прибытии) посещения:

### Африка
| Страны и территории | Условия пребывания |
| ------------------- | --- |
| Кабо Верде          | Виза выдается по прибытии |
| Коморы              | В первые сутки по прибытии в аэропорот выдаётся временная виза. В течение 24 часов она должна быть переоформлена в полноценную визу в иммиграционном службе в Морони (fee payable) |
| Джибути             | 1-месячная виза по прибытии |
| Гамбия              | At port of entry passport 24-72 h transit pass is issued. This must be converted into a full visa valid up to 1 month at the immigration department in Banjul (fee payable)        |
| Кения               | 3-месячная виза по прибытии. Цена: $50 |
| Мадагаскар          | 90-дневная виза по прибытии. Цена: MGA140,000 |
| Мозамбик            | 30-дневная виза по прибытии. Цена: US$25 Архивная копия от 14 мая 2009 на Wayback Machine                                                                                          |
| Руанда              | 1 месяц |
| Сейшелы             | 1 месяц |
| Танзания            | 3-месячная виза по прибытии for $50 |
| Того                | 7-дневная виза по прибытии |
| Уганда              | 6 месяцев |
| Замбия              | Трехмесяцная виза при прибытии. Цена — US$ 50 |

### Америки
| Страны и территории      | Условия пребывания |
| ------------------------ | ------------------ |
| Доминика                 | 6 месяцев          |
| Эквадор                  | 90 дней            |
| Гаити                    | 3 месяца           |
| Сент-Китс и Невис        | 14 дней            |
| Сент-Винсент и Гренадины | 1 месяц            |

### Азия
| Страны и территории | Условия пребывания                                                              |
| ------------------- | ------------------------------------------------------------------------------- |
| Армения             | 120-дневная виза по прибытии. Цена: AMD 15,000                                  |
| Азербайджан         | 30-дневная виза по прибытии. Цена: US$100                                       |
| Бангладеш           | 90-дневная виза по прибытии for $50                                             |
| Камбоджа            | 30-дневная виза по прибытии for US$ 20                                          |
| Грузия              | 3-месячная виза по прибытии                                                     |
| Лаос                | 30-дневная виза по прибытии. Цена: US$ 30                                       |
| Мальдивы            | 30 дней Архивная копия от 10 февраля 2018 на Wayback Machine                    |
| Макао               | 30-дневная виза по прибытии. Цена: 100 MOP                                      |
| Непал               | 60-дневная виза по прибытии. Цена: US$30                                        |
| Филиппины           | 21 дней                                                                         |
| Сингапур            | 30 дней                                                                         |
| Сирия               | 15-дневная виза по прибытии Архивная копия от 3 октября 2020 на Wayback Machine |
| Восточный Тимор     | 30-дневная виза по прибытии. Цена: US$30                                        |

### Европа
| Страны и территории | Условия пребывания                                           |
| ------------------- | ------------------------------------------------------------ |
| Косово              | 90 дней Архивная копия от 2 сентября 2017 на Wayback Machine |

### Океания
| Страны и территории | Условия пребывания |
| ------------------- | ------------------ |
| Острова Кука        | 31 день            |
| Микронезия          | 30 дней            |
| Ниуэ                | 30 дней            |
| Палау               | 30 дней            |
| Самоа               | 60 дней            |
| Тувалу              | 1 месяц            |